# مثل باغبانان شریر

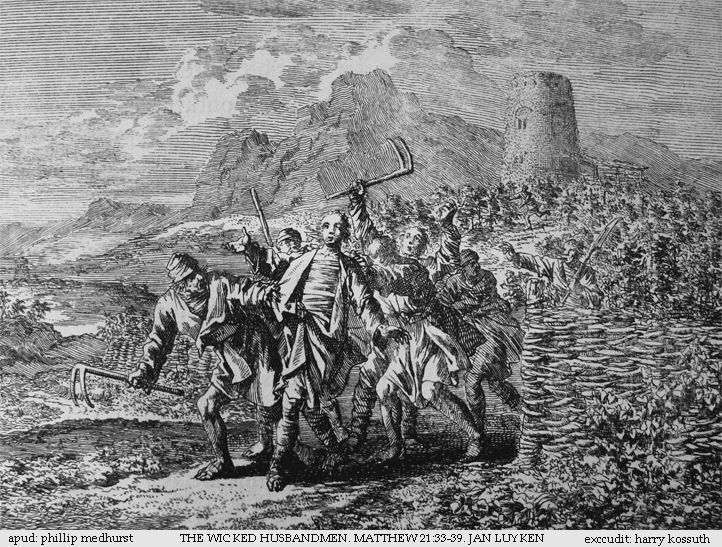
باغبانان شرور از کتاب مقدس بویر، قرن نوزدهم

مَثَل باغبانان شریر که به عنوان مَثَل مستاجران بد نیز شناخته می شود، تمثیلی از عیسی مسیح است که در انجیل متی (متی 21:33-46)، انجیل مرقس (مرقس 12:1-12) و انجیل لوقا (لوقا 20:9-19) امده است و در انجیل غیر متعارف توماس نیز یافت می شود. این تمثیل یک مالک زمین (صاحب خانه در ترجمه KJV) را توصیف می کند که تاکستانی را کاشت و آن را به باغبانانی (در برخی ترجمه ها مستاجر) که در انجام وظایف خود کوتاهی کردند، واگذار کرد.
یک تعبیر رایج مسیحی این است که این مثل در مورد کاهنان اعظم و فریسیان بود و در هفته آخر قبل از مرگ عیسی به مردم حاضر در معبد اورشلیم داده شد.

## روایت مثل
33«به مَثَل دیگری گوش فرا دهید. صاحب مِلکی تاکستانی غَرْس کرد و گِرد آن دیوار کشید و چَرخُشتی در آن کَند و برجی بنا نهاد. سپس تاکستان را به چند باغبان اجاره داد و خود به سفر رفت. 34چون موسم برداشت محصول فرا رسید، غلامان خود را نزد باغبانان فرستاد تا میوۀ او را تحویل بگیرند. 35امّا باغبانان غلامان او را گرفته، یکی را زدند و دیگری را کشتند و سوّمی را سنگسار کردند. 36دیگر بار، غلامانی بیشتر نزد آنها فرستاد، امّا باغبانان با آنها نیز همان‌گونه رفتار کردند. 37سرانجام پسر خود را نزد باغبانان فرستاد و با خود گفت: ”پسرم را حرمت خواهند داشت.“ 38امّا هنگامی که باغبانان پسر را دیدند، به یکدیگر گفتند: ”این وارث است. بیایید او را بکشیم و میراثش را تصاحب کنیم.“ 39پس او را گرفتند و از تاکستان بیرون افکنده، کشتند. 40با این اوصاف، وقتی صاحب تاکستان بیاید با این باغبانان چه خواهد کرد؟» 41پاسخ دادند: «آن افراد بی‌رحم را با بی‌رحمی تمام نابود خواهد ساخت و تاکستان را به باغبانان دیگر اجاره خواهد داد تا میوۀ آن را در فصلش به او بدهند.»
42آنگاه عیسی به آنان گفت: «آیا تا به حال در کتب مقدّس نخوانده‌اید که،
«”سنگی که معماران رد کردند،
مهمترین سنگ بنا شده است.
خداوند چنین کرده
و در نظر ما شگفت می‌نماید“؟
43پس شما را می‌گویم که پادشاهی خدا از شما گرفته و به قومی داده خواهد شد که میوۀ آن را بدهند. [ 44هر که بر آن سنگ افتد، خُرد خواهد شد، و هر گاه آن سنگ بر کسی افتد، او را در هم خواهد شکست.]»
45چون سران کاهنان و فَریسیان مَثَلهای عیسی را شنیدند، دریافتند که دربارۀ آنها سخن می‌گوید. 46پس بر آن شدند که او را گرفتار کنند، امّا از مردم بیم داشتند زیرا آنها عیسی را پیامبر می‌دانستند.
کتاب مقدس ، انجیل متی 21 ..... 33-46 (ترجمه هزاره نو)

## تفسیر
در اینجا نسخه ای از این مثل است که در انجیل آپوکریفای توماس (ترجمه پترسون-مایر) آمده است:
65. گفت: «شخصی صاحب یک تاکستان بود و آن را به چند کشاورز اجاره داد تا آن را کار کنند و او محصول آن را از آنها جمع کند. غلام خود را فرستاد تا کشاورزان محصول تاکستان را به او بدهند. او را گرفت و کتک زد و نزدیک بود او را بکشد و غلام برگشت و به اربابش خبر داد و سرورش گفت: شاید او آنها را نمی شناخت. غلام دیگری را فرستاد و کشاورزان آن یکی را هم زدند، سپس ارباب پسرش را فرستاد و گفت: شاید به پسرم احترام بگذارند. چون کشاورزان می دانستند که او وارث تاکستان است، او را گرفتند و کشتند.
66. عیسی گفت: سنگی را که سازندگان رد کردند به من نشان دهید ، آن سنگ بناست.
آیه 66 نقل قولی از مزمور118 : 22-23 است. بسیاری از نویسندگان عهد جدید از این مزمور برای خلاصه کردن درک خود از مرگ عیسی به عنوان بخشی از نقش او به عنوان مسیحا استفاده کردند. قابل توجه است که کلمه عبری برای پسر، بن، تقریباً مشابه سنگ، «ابن» است، که ممکن است همان چیزی باشد که عیسی را به عنوان یک سنگ ببینیم.
از آنجایی که انجیل‌های هم‌نوا بیان می‌کنند که عیسی این را در معبد گفت، این می‌تواند دیدگاه آنها را در مورد عیسی به‌عنوان جایگزینی برای کارکرد معبد و حضور خدا برای بشریت منعکس کند.
این می تواند به عنوان اشاره به اعتقاد کلیسای جدید در نظر گرفته شود که آنها از طریق مرگ عیسی، رستاخیز و نقش مسیح، جایگزین یهودیت شده است. برخی دیگر فکر می کنند که این ممکن است اشاره ای به تخریب اورشلیم توسط رومیان باشد که توسط مسیحیان به عنوان مجازات خدا برای مرگ عیسی و تصور آنها که جوامع جدید آنها معبد جدید است.
با این حال، دیدن عیسی به عنوان یک «سنگ» برای ساختن، قبل از نابودی اورشلیم است. پولس در نامه خود به رومیان فصل 9:33 از عیسی به عنوان سنگ یاد می کند. پولس از مزامیر برای حمایت از نوشته خود استفاده نمی کند، بلکه از نقل قول هایی از اشعیا 8:14 و 28:16 استفاده می کند. لوقا، احتمالاً پس از نابودی اورشلیم، در اعمال رسولان 4:11 بیان کرد که پطرس از همان مزمور برای توصیف عیسی مدت کوتاهی پس از مرگ عیسی استفاده کرد. یکم پطرس ، هم از اشعیا و هم از مزمور به عنوان مرجع در باب2 ایات 6 تا 8 استفاده می‌کند.
نسخه انجیل متی روش کشتن خدمتکار سوم یعنی سنگسار را بیان می کند که نسخه های دیگر فاقد آن هستند. سنگسار ممکن است اشاره ای به مرگ شهدای مسیحی باشد، شاید مرگ جیمز عادل.  در انجیل متی همچنین از کاهنان و رهبران می‌گوید که  میگویند کشاورزان باید کشته شوند،  یک طعنه بر آنها زمانی که بعداً متوجه می‌شوند که خودشان کشاورزان هستند، ، در حالی که در انجیل مرقس و انجیل لوقا عیسی خود داستان را به این ترتیب به پایان میرساند. لوقا و متی هر دو بیانیه ای در مورد قدرت تخریب سنگ دارند که انجیل مرقس فاقد آن است.
ایرنئوس از این تمثیل برای دفاع از پیوند بین خدای یهودیت و عیسی در کتاب علیه بدعتها  (لاتین: Adversus Haereses) استفاده کرد. اگر کسی علامان را به عنوان پیامبران یهود ببیند، پس صاحبی که آنها را فرستاده است باید همان پدر پسر در داستان باشد که خدای پدر و عیسی هستند، بنابراین خدای یهودیان نیز باید پدر عیسی مسیح باشد.
همه نسخه‌های همنوا مَثل بیان می‌کنند که کاهنان سنهدرین فهمیدند که مَثَل عیسی علیه آنها بوده است، و بنابراین آنها کشاورز ها هستند. اصطلاح کشاورز در نسخه بین المللی جدید (NIV) به عنوان مستأجر یا کشاورز و در کتاب مقدس استاندارد جدید آمریکایی(ASV) به عنوان تاک کاران ترجمه شده است. کارگران غالباً از املاک غایب مراقبت می کردند و اگر مالک وارثی نداشت، کارگران اولین حق زمین را داشتند. برج و شرابخانه را به ترتیب به «محراب» و «مذبح» تعبیر کرده اند..
توصیف تاکستان از کتاب اشعیا 5 است. استفاده از تاکستان به عنوان استعاره برای توصیف اسرائیل یک روش رایج برای گفتمان مذهبی در آن زمان بود.
همچنین می تواند عهد خدا یا شاید خود جهان باشد. محصولی که در تاکستان به دست می‌آید، ممکن است استعاره‌ای از تمام خوبی‌های تولید شده توسط مردم باشد، که مسئولان آن را با خدا در میان نمی‌گذارند و سعی می‌کنند برای خود نگه دارند.
صاحب تاکستان خدا و پسرش عیسی است. تفسیر سنتی در مورد ترک تاکستان توسط صاحب تاکستان توسط اراسموس بیان شده است تا استدلال کند که خداوند اراده آزاد را برای عمل به انسان ها واگذار می کند، همانطور که سنت بید می گوید: "به نظر می رسد که او تاکستان را ترک می کند تا نگهبانان تاکستان را در انتخاب عمل آزاد بگذارد."